# Ibrillos
Ibrillos – gmina w Hiszpanii, w prowincji Burgos, w Kastylii i León, o powierzchni 5,64 km². W 2011 roku gmina liczyła 61 mieszkańców.